# Turdinule troglodyte
Spelaeornis troglodytoides
Espèce
Statut de conservation UICN

 LC  : Préoccupation mineure
La Turdinule troglodyte (Spelaeornis troglodytoides) est une espèce d’oiseaux de la famille des Timaliidae.

## Répartition
Cette espèce vit au Bhoutan, en Chine, en Inde et au Myanmar.

## Taxonomie
Elle fut décrite initialement sous le protonyme de Pnoepyga troglodytoides.